# Frank Underwood
Francis Joseph Underwood, dit Frank Underwood, est le personnage principal de la série télévisée américaine House of Cards, interprété par Kevin Spacey de la saison 1 à la saison 5. Il fait sa première apparition dans le premier épisode de la saison 1, L'échiquier politique. Il est l'époux du personnage de fiction de la même série, Claire Underwood.

## Biographie

### Avant la série
Francis Joseph Underwood est né le 5 novembre 1959 de Catherine et Calvin T. Underwood. Il est originaire de la ville de Gaffney, en Caroline du Sud, où il est diplômé de l'académie militaire The Sentinel (inspirée de l'université The Citadel également basée en Caroline du Sud) et l'école de droit d'Harvard. C'est au Radcliffe College, à Cambridge, qu'il rencontra sa future épouse Claire Hale. Son trisaïeul était le caporal Augustus Underwood qui est décédé à l'âge de 24 ans pendant la guerre de sécession. Dans la saison 1, il est le Whip de la majorité démocrate à la Chambre des représentants des États-Unis d'Amérique. Il devient ensuite, dans la saison 2, le vice-président des États-Unis avant de devenir, dans le dernier épisode de cette saison, le 46e Président des États-Unis après la démission de son prédécesseur, Garrett Walker.

### Saison 1
Frank Underwood est le whip du Parti démocrate à la Chambre des représentants, représentant le 5e district de Caroline du Sud. Membre actif de la campagne présidentielle du gouverneur du Colorado Garrett Walker, il se voit pourtant refuser lors de l'élection de ce dernier le poste de Secrétaire d'État des États-Unis qui lui a été promis en échange de son soutien. Il apprend la nouvelle au dernier moment, peu avant la cérémonie d'investiture, par la chef de cabinet du président Linda Vasquez.
Furieux, il va alors organiser sa revanche grâce au soutien de sa femme Claire et de son chef de cabinet Doug Stamper. Il manipule Zoe Barnes, une jeune journaliste ambitieuse, afin d'utiliser les médias contre ses rivaux, mais aussi Peter Russo, un membre de la Chambre des Représentants au passé sulfureux. En organisant une campagne désastreuse pour Russo au poste de gouverneur de Pennsylvanie, Underwood force le vice-président des États-Unis Jim Matthews à la démission, après la mort de Russo (qu'Underwood a provoquée) et faire en sorte d'être nommé à sa place grâce à son influence sur le président Walker.
Au cours de l'épisode final, il réussit son stratagème et parvient à se faire nommer au poste de vice-président des États-Unis. Ce faisant, Underwood découvre que le président Walker lui a refusé le poste de Secrétaire d'État sur conseil de Raymond Tusk, industriel multi-milliardaire et homme de l'ombre de longue date.

### Saison 2
Désormais plus puissant politiquement grâce à son accession à la vice-présidence, Underwood nettoie les traces de l'assassinat de Peter Russo. Ainsi, il tue la journaliste Zoe Barnes en la jetant sous une rame de métro au début de la saison et fait arrêter le collègue et amant de celle-ci, Lucas Goodwin, pour cyberterrorisme. De plus, il prend part à la nomination de son successeur en tant que whip du Parti démocrate en soutenant officieusement Jacqueline Sharp, une ancienne militaire députée de Californie.
Sur le plan politique, Underwood trouve un rival sérieux en la personne de Raymond Tusk, un multi-milliardaire ayant une grande influence sur les décisions du président. Mis au courant de cette relation et prenant compte que le milliardaire l'a empêché d'accéder au poste de Secrétaire d'État, il fait tout pour briser la collaboration entre Tusk et le président Walker. Il s'oppose aussi à Remy Danton, son ancien conseiller en communication, qui travaille désormais avec Tusk comme lobbyiste. Cherchant des accusations pouvant nuire à l'homme d'affaires, Underwood profite alors du fait que Tusk utilise la politique étrangère du gouvernement pour négocier de précieux contrats en Chine afin de faire du blanchiment d'argent pour le compte d'industriels chinois.
De ce fait, Underwood met en œuvre un plan machiavélique, afin de pousser le président Walker à la démission. Ainsi, il répand secrètement dans la classe politique américaine que le président était au courant des manœuvres de blanchiment d'argent de Raymond Tusk. Dès lors, une procédure de destitution est lancée et Underwood travaille secrètement à l'aboutissement de celle-ci en convainquant notamment la whip Sharp d'influencer les députés démocrates afin de voter pour l’impeachment.
À la fin de la saison, le président Walker, sous la pression du Congrès, convoque Underwood pour lui annoncer sa démission. Il lui succède et devient alors le président des États-Unis.

### Saison 3
La présidence Underwood connaît des débuts difficiles : il est impopulaire dans l'opinion publique et le Congrès bloque quasi-systématiquement toutes ses tentatives de réforme. Aussi, il tente de nombreux rapprochements avec la Russie mais son homologue, le président russe Petrov, fait échouer les efforts de l'administration Underwood. Pour prouver sa légitimité, il lance l'« Amérique au travail » (« America Works »), un grand programme de création d'emplois à l'échelle nationale. Pour financer son projet, il utilise les fonds destinés à une aide de secours en cas de catastrophe naturelle en proclamant le chômage catastrophe naturelle, ce qui le fait chuter dans les sondages. De plus, la majorité démocrate refuse de soutenir sa réforme et lui annonce également que les cadres du parti ne le soutiendront pas dans la course à la nomination présidentielle s'il souhaite se présenter.
Déstabilisé par l'ambition montante de son épouse Claire, il accepte de la proposer en tant qu'ambassadrice des États-Unis aux Nations unies. Nomination controversée aussi bien dans l'opinion que dans la classe politique, Claire est rejetée par le Sénat à cause d'une maladresse lors d'une audition.
Pendant une allocution, Underwood annonce qu'il ne se présentera pas à l'élection présidentielle. Le Sénat rejette sa réforme l'« Amérique au travail » et il décide alors de revenir sur sa décision. Heather Dunbar, procureure fédérale qui menait l'enquête contre l'ancien président Walker annonce donc sa candidature à la primaire présidentielle démocrate et s'impose comme principale rivale d'Underwood. Par conséquent, il convainc Jacquie Sharp de se présenter à la primaire afin d'influencer le vote des femmes en faveur de Dunbar pour ensuite se retirer et figurer sur le ticket présidentiel d'Underwood en tant que vice-présidente. Après le débat présidentiel où il humilie Sharp, celle-ci décide de se désister en faveur de Dunbar. Finalement, Underwood remporte le caucus de l'Iowa.
En attendant, le couple Underwood vacille. Frank confie à Claire un poste d'ambassadrice lors d'une réunion, mais elle est forcée à démissionner pour résoudre une crise diplomatique. Elle se demande alors si elle aime toujours son mari et le couple entre dans un affrontement dangereux. La saison se termine lorsque Claire quitte Frank avant la primaire du New Hampshire.

### Saison 4
En pleine campagne pour la nomination présidentielle, Underwood voit sa rivale Dunbar s'envoler dans les sondages. Il réalise alors que l'apport de Claire est essentiel et la persuade de revenir en échange de son soutien pour un poste de représentante dans le Texas. Cependant, il prend position pour la fille de la représentante sortante, une alliée politique. Claire riposte avant la primaire en Caroline du Sud en organisant la fuite d'une photo compromettante montrant le père de son mari prendre la pose avec un partisan du Ku Klux Klan. Il déduit tout de suite que son épouse est à l'origine de ces fuites et décide de la confronter. Claire admet alors qu'elle en est l'auteur et lui soumet une proposition : être sa colistière et par conséquent, candidate à la vice-présidence. Furieux, il rejette son idée.
Parallèlement, Lucas Goodwin sort de prison et veut venger la mort de son amante Zoe Barnes, tuée par Underwood. Ainsi, lors d'un rassemblement, il tire sur le Président, l'atteignant au foie et tue l'agent secret Edward Meechum présent aux côtés d'Underwood depuis des années. Le Président, plongé dans le coma, est alors transporté d'urgence à l'hôpital et subit une greffe. À sa sortie, il accepte la proposition de Claire, estimant qu'il n'y aurait aucun vainqueur à une guerre entre eux deux.
Peu après, Dunbar est contrainte d'abandonner sa campagne lorsqu'il est révélé qu'elle a eue une entrevue avec Goodwin peu avant la tentative d'assassinat sur le Président. Alors, Underwood commence à planifier des manœuvres afin d'imposer la candidature de Claire en tant que colistière. Aussi, il utilise illégalement la NSA pour obtenir des informations sur les électeurs et espionner le candidat républicain, Will Conway. Pendant ce temps, Frank et son épouse proposent une loi contre le port d'armes dans le but unique de créer une atmosphère divisée pour éliminer des colistiers potentiels qui nuiraient à Claire. Pendant une confrontation poignante dans le Bureau ovale, il intimide la principale concurrente de Claire, la Secrétaire d'État Catherine Durant pour la forcer à abandonner. De plus, il utilise la sympathie publique obtenue après la mort de la mère de Claire pour parvenir à ses fins. Lors de la convention démocrate, Frank et Claire sont investis candidats démocrates pour la présidence par applaudissements.
Underwood est alors confronté au candidat républicain Conway qui bénéficie d'un avantage important dans les sondages grâce à sa jeunesse et son charisme. Plus tard, une famille américaine est enlevée par le groupe terroriste islamiste Islamic Caliphate Organization (ICO), la femme et la fille sont sauvées. Frank subit une énorme pression pour sauver le mari. De plus, il est confronté à un autre problème : le journaliste Tom Hammerschmidt du Washington Herald va publier un article dévoilant ses crimes lors de la saison 1. Ses alliés qui le protégeaient le lâchent. Face à la publication de l'article et la pression de sauver la vie du mari, Frank et Claire décident de jouer leur meilleur atout pour déclencher le « chaos » : la peur. Enfin, le mari est filmé alors qu'il se fait exécuter vers la fin du dernier épisode de la saison 4. Frank Underwood déclare dans une intervention télévisée la guerre à l'ICO et refuse que l'on bloque la diffusion de la vidéo au public, montrant la décapitation de l'otage, afin de provoquer un climat de terreur dans l'opinion américaine au moment même de la publication de l'article de Tom Hammerschmidt. Cette atmosphère de crainte pouvant ainsi profiter aux Underwood à trois semaines de l'élection présidentielle.

### Saison 5
Durant la campagne présidentielle, Frank use de plusieurs manipulations électorales dans le but de tromper l'opinion publique. Il pousse le Congrès à déclarer la guerre à ICO pour favoriser son élection. Il ne parvient pas à remporter l'élection présidentielle aux côtés de Claire du fait de l'annulation de l'élection dans l'Ohio. Par ailleurs, Claire, élue vice-présidente par le Sénat, assure l'intérim de la présidence en attendant que Frank remporte la nouvelle élection de l’Ohio. Soupçonné des meurtres de Zoe Barnes et de Peter Russo, il demande à Douglas Stamper, son plus fidèle collaborateur et chef de cabinet à la Maison blanche d'endosser les crimes à sa place. Lors du dernier épisode, il démissionne de la présidence et laisse ainsi Claire devenir présidente des États-Unis à sa place car préférant manipuler le pouvoir dans l'ombre. Il compte sur la grâce présidentielle pour échapper aux éventuelles poursuites judiciaires pour fraude électorale le concernant. Cependant, dans sa première déclaration télévisuelle en tant que nouvelle présidente, Claire n'annonce pas la grâce pourtant attendue par Frank, choisissant ainsi de ne pas user de son droit de grâce pour son mari afin de ne pas se compromettre aux yeux de l'opinion publique. Frank semble alors déterminé à la défier, après avoir juré de la « tuer » si elle ne lui accordait pas la grâce.

### Disparition du personnage
Le personnage de Frank Underwood n'apparaît pas dans la sixième et dernière saison la série, du fait de la controverse concernant l’interprète Kevin Spacey ayant entraîné son renvoi de la série par Netflix. En septembre 2018, les producteurs de la série confirment le décès du personnage à l'occasion d'un teaser de la sixième saison. Frank est décédé officiellement d'une crise cardiaque dans son lit à la Maison-Blanche environ 3 mois après sa démission de la présidence et fut découvert par son épouse Claire qui dormait à ses côtés cette nuit là. On apprend par la suite qu'il est mort seul dans une chambre qu'il occupait ce soir là, à côté de celle de Claire. Il est enterré à Gaffney en Caroline du Sud, à côté de son père Calvin qu'il méprisait, alors qu'il aurait voulu être inhumé au cimetière national d'Arlington. Il serait le père biologique de la fille dont Claire est enceinte. Au fil de la saison, on apprend qu'il avait promis de faire passer certaines lois à Bill Shepherd, patron d'une influente multinationale et à sa sœur et amie de longue date de Claire, Annette Shepherd. De son côté, Doug Stamper, hospitalisé en soins psychiatriques et à qui Frank a secrètement laissé un testament audio dans lequel il lui lègue tout ses biens, souhaite protéger à tout prix la mémoire de Frank alors que Claire est toujours sous la menace d'être accusée de complicité des crimes de son défunt mari. À la fin de la saison 6, Claire, qui a refusé d'accorder à Frank une grâce posthume, dénonce au cours d'une conférence de presse le rôle de son défunt mari dans la manipulation de l'information qui a permis son élection et celle de sa femme comme vice-présidente. On apprend finalement que c'est Doug Stamper, son ancien bras droit et chef de cabinet, qui l'a assassiné en utilisant ses médicaments pour le foie. 